# 海の花火
『海の花火』（うみのはなび）は、1951年10月25日に日本で公開された映画。

## スタッフ
- 監督・脚本：木下惠介
- 製作：小倉武志
- 撮影：楠田浩之
- 音楽：木下忠司

## キャスト
- 神谷太郎衛：笠智衆
- 神谷さみ：岸輝子
- 神谷美衛：木暮実千代
- 神谷美輪：桂木洋子
- 矢吹毅：三國連太郎
- 矢吹渡：向坂渡
- 相川仁吉：坂本武
- 鯨井この：杉村春子
- 鯨井民彦：佐田啓二
- 森山：三井弘次
- 渚一平：石濱朗
- みどり：小林トシ子
- 唐澤源六：永田靖
- 石黒軍造：宮口精二
- 魚住省吾：三木隆
- 魚住英明：細川俊夫
- 魚住薫：山田五十鈴
- 野村由起子：津島恵子